# Фрамбуан
Фрамбуан (фр. Frambouhans) насеље је и општина у источној Француској у региону Франш-Конте, у департману Ду која припада префектури Монбелијар.
По подацима из 2011. године у општини је живело 807 становника, а густина насељености је износила 79,9 становника/km². Општина се простире на површини од 10,1 km². Налази се на средњој надморској висини од 870 метара (максималној 960 m, а минималној 820 m).

## Демографија
| 1962. | 1968. | 1975. | 1982. | 1990. | 1999. | 2011. |
| ----- | ----- | ----- | ----- | ----- | ----- | ----- |
| 268   | 274   | 416   | 545   | 553   | 613   | 807   |

График промене броја становника у току последњих година